# 藤村さおり
藤村 さおり（ふじむら さおり、1973年8月14日 - ）は、フジテレビの社員、元アナウンサー。

## 来歴・人物
東京都出身。秘書検定準2級所持。
幼稚園から大学まで成城学園の出身で、成城大学文芸学部文化史学科卒業後の1996年、アナウンサーとしてフジテレビに入社。またフジテレビが河田町に本社を置いていた時代の最後に入社したアナウンサーでもあった。同期のアナウンサーは佐々木恭子と竹下陽平の2人。佐々木の結婚式では、同期の竹下とともに司会を務めた。最近ではスポットニュースのキャスターなどを中心に活動している。2007年10月22日、月9ドラマ『ガリレオ』ではテレビ局のインタビュアー役として女優デビューした。
2005年2月に結婚し、2009年12月26日の「フジアナスタジオ まる生2009」での出演を以って産休に入った。2010年2月に長女を出産し、2011年4月2日いったん復帰。2012年12月中旬から2度目の産休に入り、2013年1月18日に第2子となる2,800gの男児を出産した。2014年11月1日に復帰。
近年はテレビ出演も少なく、新人や後輩アナウンサーの指導・育成などを行なっている。
2021年7月1日付でアナウンス室から報道局FNNプロデュース部に異動し、部長職を務める。

## 過去の担当番組

### テレビ
地上波での報道・情報番組（ナレーターを除く）
| 期間                              | 期間                               | 番組名                      | 役職                           | 担当日         | 備考                                   |
| --------------------------------- | ---------------------------------- | --------------------------- | ------------------------------ | -------------- | -------------------------------------- |
| 1997年4月5日                      | 1998年3月28日                      | めざましテレビ週末号        | お天気キャスター               | 土曜日         |                                        |
| 1998年3月30日                     | 1998年9月30日                      | めざまし天気                | 司会                           | 月～水曜日     |                                        |
| 1998年4月1日                      | 1999年12月23日                     | めざましテレビ              | スポーツキャスター             | 水・木曜日     |                                        |
| 2000年1月7日                      | 2001年3月30日                      | めざましテレビ              | スポーツキャスター             | 月・金曜日     |                                        |
| 2001年4月2日                      | 2002年3月26日                      | めざましテレビ              | スポーツキャスター             | 月・火曜日     |                                        |
| 2002年10月6日                     | 2008年9月28日                      | 産経テレニュースFNN         | キャスター                     | 日曜日(朝、昼) | 2006年10月から朝枠のみ担当             |
| 2002年10月10日                    | 2004年3月25日                      | 午後のワイドショー番組      | 『NEWSレインボー発』キャスター | 木曜日         | 番組名の詳細は各番組のページを参照     |
| 2004年4月1日                      | 2005年9月30日                      | 午後のワイドショー番組      | 『NEWSレインボー発』キャスター | （交替制）     | 番組名の詳細は各番組のページを参照     |
| 2005年10月5日                     | 2007年3月28日                      | レインボー発                | キャスター                     | 水曜日         |                                        |
| 2007年4月2日                      | 2008年9月22日                      | レインボー発                | キャスター                     | 月曜日         |                                        |
| 2011年4月1日                      | 2012年3月30日                      | レインボー発                | キャスター                     | 金曜日         |                                        |
| 2006年1月9日                      | 2006年12月25日                     | FNNレインボー発・あすの天気 | キャスター                     | 隔週月曜日     |                                        |
| 2009年3月31日                     | 2009年9月22日                      | FNNレインボー発・あすの天気 | キャスター                     | 火曜日         | 2009年6月から7月は、体調を崩し一時休養 |
| 2009年10月1日                     | 2009年12月24日                     | FNNレインボー発・あすの天気 | キャスター                     | 木曜日         |                                        |
| 2008年10月4日 および 2011年4月2日 | 2009年9月26日 および 2012年9月29日 | FNNスピーク                 | キャスター                     | 土曜日         |                                        |
| 2011年4月2日                      | 2012年9月29日                      | めざましどようび            | ニュースコーナーキャスター     | 土曜日         |                                        |
| 2017年1月8日                      | 2017年3月26日                      | FNNニュース                 | キャスター                     | 日曜日(朝)     |                                        |
| 2017年1月8日                      | 2017年3月26日                      | FNNスピークWeekend          | キャスター                     | 日曜日         |                                        |

BS放送・ナレーター・バラエティ番組
- こたえてちょーだい!（2005年7月19日、菊間千乃の代役）
- BSフジNEWS（土曜）
- サザエさん - 解説放送
- ライオンのグータッチ - 解説放送
- 日曜報道 THE PRIME - ナレーション
- 皇室ご一家 ‐ ナレーション
- めざまし8 - ナレーション（月曜）
- FNSの日・1億2500万人の超夢リンピック - 提供読み
- 森田一義アワー 笑っていいとも! - テレフォンアナウンサー
- 西村雅彦のさよなら20世紀 - 爆破物の関係者へのインタビュアー
- なまあらし LIVESTORM
- ライオンのごきげんよう - 木・金曜解説放送ナレーター（2011年4月 - ）
- FNNスーパーニュースWEEKEND - ナレーター
- 音楽の時間 〜MUSIC HOUR〜 - ナレーター
- 山Pのkiss英語 - ナレーター
- HKT48の離島へGO!（2017年1月7日 - 3月25日） - ナレーション
- 産経テレニュースFNN（2009年9月27日、野島卓の代役）

### ラジオ
- 西川貴教のオールナイトニッポン（ニッポン放送、1997年2月）ゲスト出演
- メダマ!?ラジオ（ニッポン放送、2007年10月2日 - 10月29日）火曜日マンスリーアナウンサー
- テリーとうえちゃんのってけラジオ（ニッポン放送、1997年7月18日）

### ストリーミング動画配信
- 能勢伸之の日刊安全保障（月曜）

## テレビドラマ
- ドルチェ（2012年10月12日）

## 音楽番組
- 輝き続ける中島みゆき（2021年3月7日）